# Gas (Eure-et-Loir)
Gas è un comune francese di 785 abitanti situato nel dipartimento dell'Eure-et-Loir nella regione del Centro-Valle della Loira.

## Società

### Evoluzione demografica
Abitanti censiti